# ناخالصی
ناخالصی (به انگلیسی: Impurity) موادی با هویت شیمیایی درون مقدار محدودی از مایع، گاز یا جامدی هستند که با ترکیب شیمیایی آن ماده یا ترکیب متفاوت هستند.
ناخالصی‌ها یا به‌طور طبیعی در طول سنتز شیمیایی یک فراوردهٔ شیمیایی یا تجاری ایجاد می‌شوند، یا به آن افزوده می‌شوند. در طول تولید، ناخالصی‌ها ممکن است عمداً، تصادفی، ناگزیر یا اتفاقاً به ماده اضافه شوند.

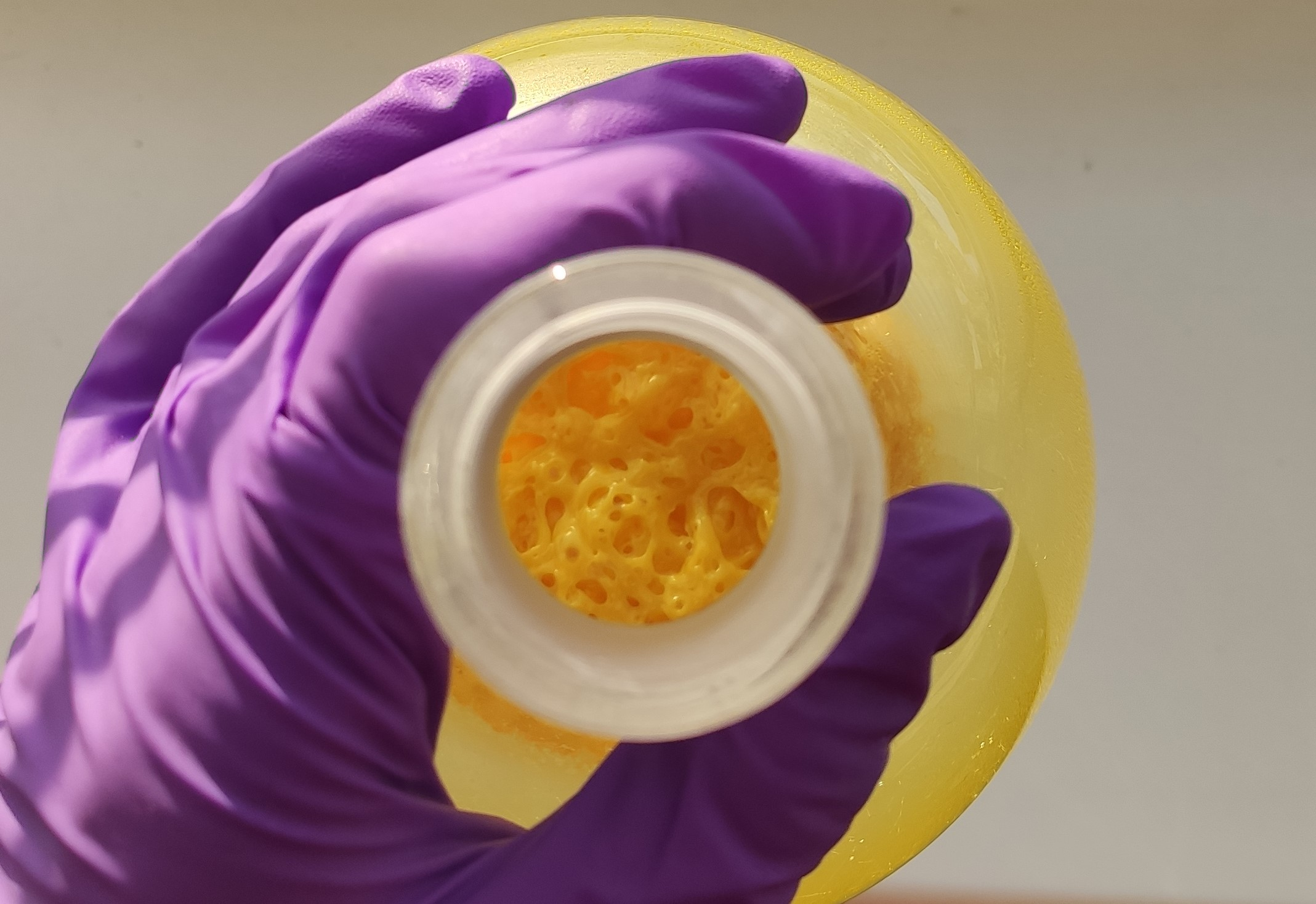
افزودن نیز می‌تواند «ناخالصی» باشد. به‌عنوان نمونه در عکس فوق، بازدهٔ کار، باید یک‌مادهٔ کریستالی سفید باشد، اما حرارت‌دادن بیش از حد مخلوط واکنش، باعث‌شده مقدار زیادی ناخالصی زرد، ایجاد گردد.

سطح ناخالصی‌های یک ماده به‌طور کلی به صورت نسبی تعریف می‌شود. استانداردهایی توسط سازمان‌های مختلفی ایجاد شده‌اند که سعی در تعیین سطح مجاز ناخالصی‌های مختلف در یک محصول تولیدی دارند. به‌طور دقیق، پس از آن است که می‌توان سطح خلوص یک ماده را فقط نسبت به بعضی دیگر خالص بودن یا ناخالص بودن آن بیان کرد

## ناخالصی‌های مخرب
ناخالصی‌ها هنگامی مخرب خوانده می‌شوند که مانع کارایی ماهیتی مواد باشند، نمونه‌ها شامل خاکستر و بقایای فلزات و قطعات برگ در ورق کاغذهای سفید است. حذف ناخالصی‌ها معمولاً از راه شیمیایی انجام می‌شود. به عنوان مثال، در تهیهٔ آهن، کربنات کلسیم به کوره‌های عمودی روشن افزوده می‌شود تا سیلیسیم دی‌اکسید را از سنگ آهن بزداید. پالایش منطقه‌ای یا روش ذوب منطقه‌ای یک روش اقتصادی مهم برای خالص سازی نیمه‌هادی‌ها است.
با این حال، برخی از ناخالصی‌ها می‌توانند با روش‌های فیزیکی از بین بروند. مخلوطی از آب و نمک را می‌توان با روش تقطیر، به آب به عنوان مقطر (خالص) و نمک به عنوان پس‌مانده جامد (ناخالصی) از هم جدا کرد. ناخالصی‌ها معمولاً از نظر جسمی از مایعات و گازها خارج می‌شوند. دفع ذرات ماسه از سنگ فلز نمونه ای از مواد جامد است.

## ناخالصی‌ها وهسته‌زایی
هنگامی که یک ناخالص مایع تا دمای ذوب آن سرد شود، در یک گذار فازی، آن مایع در اطراف ناخالصی‌ها متبلور می‌شود و به یک جامد کریستالی تبدیل می‌گردد. اگر ناخالصی وجود نداشته باشد، به آن مایع خالص گفته می‌شود و بدون تبدیل شدن به جامد، می‌تواند در فرایند فراسرمایش زیر نقطهٔ ذوب آن مایع بماند. این امر به این دلیل اتفاق می‌افتد که مایع چیزی برای خنک شدن با چسبیدن به اطراف ندارد بنابراین نمی‌تواند یک جامد کریستالی طبیعی تشکیل دهد. حالت جماد سرانجام هنگامی رخ می‌دهد که دستگیری پویا یا دمای انتقال شیشه رخ دهد، اما در این صورت در عوض به یک جامد آمورف - شیشه‌ای تبدیل می‌شود، زیرا هیچ نظم و مرتبه‌ای در آن ساختار وجود ندارد.